# Libertad (Barinas)
Libertad é uma cidade venezuelana, capital do município de Rojas.